# Sinker (Baseball)
Der Sinker oder sinking fastball (dt.: Senkball bzw. sinkender schneller Ball) ist eine Wurftechnik eines Pitchers im Baseball. Hierbei wird der Ball mit hoher Wucht und mit einem extremen Topspin geworfen, so dass der Ball sich vor dem gegnerischen Schlagmann senkt. Dies verleitet die Schlagmänner dazu, entweder über den Ball oder an der oberen Hälfte des Balles zu schlagen, so dass er harmlos in den Boden geschlagen wird (ground ball) und in der Regel zu einem einfachen Out für die Mannschaft des Pitchers führt.
Der Sinker ist verwandt mit dem two-seam fastball, hat aber einen noch höheren Effet nach unten. Einer der bekanntesten Sinker-Pitcher ist der zweimalige Cy-Young-Award-Gewinner Roy Halladay.